# Европски шампионат у шаху 1970, мушкарци

## Лична карта турнира
4° европски тимски шаховски шампионат
| Датум:                              | 10 — 17. мај 1970           |
| Место:                              | Капфенберг                  |
| Место одигравања:                   | Werkshotel der Firma Böhler |
| Држава:                             | Аустрија                    |
| Председник организационог комитета: | /                           |
| Главни судија:                      | IA Harry Golombek (ЕНГ)     |
| Број тимова у финалу:               | 8                           |
| Број играча:                        | 96                          |
| Број одиграних партија:             | 280                         |

4° европски тимски шаховски шампионат се разликова од претходних. Број тимова у финалу је повечан на 8 и нису се играла по два меча. Одржале су се четири прелиминарна турнира. Из групе 1 се квалификовала Шпанија, из групе 2 Данска, из групе 3 Мађарска и Чехословачка и из групе 4 Бугарска и Источна Немачка. Победом над Бугарском од 7 : 3, Источна Немачка је остварила свој историјски успех и квалификовала се у финалне борбе. СССР и Југославија су се директно пласирали у финале.
Са 11 велемајстора и без Спаског и Ботвиника СССР је важио за фаворита финалног турнира. Мађари су дошли са шест велемајстора (Портиш, Ленђел, Сабо…) и Југославија са Глигорићем који се враћа на прву таблу, Ивковом, Матуловићем. Бугарска и Чехословачка су били конкуренти за четврто место. Са изостајањем Ларсена Данска је знатно смањила своје шансе за неким значајнијим успехом. Турнир се одржавао у хотелу компаније Билер која је прослављала 100-годишњицу постојања.
СССР на старту финалног турнира побеђује Чехословачку и Мађарску. Затим лако побеђује Данску са рекордних 9½ : ½. Источна Немачка показује добру форму играјучи нерешено са Југославијом и победивши Чехословачку са 7 : 3 и губе минимално од Мађара 4½ : 5½. Југославија побеђује Шпанију и Данску али губи од Чехословачке, а у петом колу побеђују Мађаре. Немачка је била декласирана од СССР-а (2 : 8), а Југославија бива сензационално поражена од Бугарске. Последњег такмичарског дана Југославија губи од СССР-а са 6½ : 3½ и на крају заузима 4. место после три сребрне медаље освојене на турнирима 1957, 1961 и 1965. Источна Немачка побеђује Шпанију са 9 : 1 и осваја бронзану медаљу! Чехословачка заузима пето место поразивши Бугаре. Шпанија и Данска заузимају седмо и осмо место.

## Прелиминарне борбе
| №  | Држава     | Σ    |  |
| -- | ---------- | ---- |  |
| 1. | Шпанија    | 20.0 |  |
| 2. | Холандија  | 19.0 |  |
| 3. | Швајцарска | 12.0 |  |
| 4. | Белгија    | 9.0  |  |

| №  | Држава   | 1   | 1  | 2   | 2  | 3   | 3  | Σ    | + | = | - |  |
| -- | -------- | --- | -- | --- | -- | --- | -- | ---- | - | - | - |  |
| 1. | Данска   |     |    | 5.0 | 5½ | 8.0 | 9½ | 28.0 | 3 | 1 | 0 |  |
| 2. | Немачка  | 5.0 | 4½ |     |    | 9.0 | 9½ | 28.0 | 2 | 1 | 1 |  |
| 3. | Ирска    | 2.0 | ½  | 1.0 | ½  |     |    | 4.0  | 0 | 0 | 4 |  |
|    | Енглеска |     |    |     |    |     |    |      |   |   |   |  |

| №  | Држава       | 1   | 1   | 2   | 2   | 3   | 3  | 4   | 4   | Σ   | + | = | - |  |
| -- | ------------ | --- | --- | --- | --- | --- | -- | --- | --- | --- | - | - | - |  |
| 1. | Мађарска     |     |     | 5.0 | 6.0 | 5.0 | 6½ | 7.0 | 7½  | 37  | 4 | 2 | 0 |  |
| 2. | Чехословачка | 5.0 | 4.0 |     |     | 6.0 | 7½ | 7.0 | 7.0 | 36½ | 4 | 1 | 1 |  |
| 3. | Аустрија     | 5.0 | 3½  | 4.0 | 2½  |     |    | 5½  | 4½  | 25  | 1 | 1 | 4 |  |
| 4. | Шведска      | 3.0 | 2½  | 3.0 | 3.0 | 4½  | 5½ |     |     | 21½ | 1 | 0 | 5 |  |

Група 4
(Софија, Бугарска), 1967.
| №  | Држава          | 1   | 1   | 2   | 2   | 3   | 3   | 4   | 4   | Σ    | + | = | - |  |
| -- | --------------- | --- | --- | --- | --- | --- | --- | --- | --- | ---- | - | - | - |  |
| 1. | Бугарска        |     |     | 6½  | 3.0 | 7.0 | 5.0 | 9½  | 9.0 | 40.0 | 4 | 1 | 1 |  |
| 2. | Источна Немачка | 3½  | 7.0 |     |     | 6.0 | 4.0 | 9.0 | 8.0 | 37½  | 4 | 0 | 2 |  |
| 3. | Румунија        | 3.0 | 5.0 | 4.0 | 6.0 |     |     | 9½  | 10  | 37½  | 3 | 1 | 2 |  |
| 4. | Грчка           | ½   | 1.0 | 1.0 | 2.0 | ½   | 0.0 |     |     | 5.0  | 0 | 0 | 6 |  |

## Турнирска табела - финалне борбе
| №  | Држава          | 1   | 2   | 3   | 4   | 5   | 6   | 7   | 8   | + | = | - |  | Поени |
| -- | --------------- | --- | --- | --- | --- | --- | --- | --- | --- | - | - | - |  | ----- |
| 1. | Совјетски Савез |     | 6½  | 8.0 | 6½  | 7.0 | 7.0 | 8.0 | 9½  | 7 | 0 | 0 |  | 52½   |
| 2. | Мађарска        | 3½  |     | 5½  | 4½  | 6½  | 6½  | 7½  | 7.0 | 5 | 0 | 2 |  | 41.0  |
| 3. | Источна Немачка | 2.0 | 4½  |     | 5.0 | 7.0 | 6.0 | 9.0 | 6.0 | 4 | 1 | 2 |  | 39½   |
| 4. | Југославија     | 3½  | 5½  | 5.0 |     | 4½  | 4½  | 7.0 | 7½  | 3 | 1 | 3 |  | 37½   |
| 5. | Чехословачка    | 3.0 | 3½  | 3.0 | 5½  |     | 5½  | 8.0 | 8½  | 4 | 0 | 3 |  | 37.0  |
| 6. | Бугарска        | 3.0 | 3½  | 4.0 | 5½  | 4½  |     | 5½  | 8.0 | 3 | 0 | 4 |  | 34.0  |
| 7. | Шпанија         | 2.0 | 2½  | 1.0 | 3.0 | 2.0 | 4½  |     | 5½  | 1 | 0 | 6 |  | 20½   |
| 8. | Данска          | ½   | 3.0 | 4.0 | 2½  | 1½  | 2.0 | 4½  |     | 0 | 0 | 7 |  | 18.0  |

## Појединачни резултати
1. Совјетски Савез: Петросјан (3,5/6), Корчној (4/7), Полугајевски (5/7), Гелер (4/6), Смислов (5/7), Тајманов (5/6), Таљ (5/6), Керес (5/5), Штајн (4/6), Колмов (4,5/6), Балашов (3,5/5), Гипслис (4/5)
2. Мађарска: Портиш (4/7), Ленђел (3,5/7), Сабо (3,5/6), Баржа (2,5/6), Barczay (2,5/6), Билек (4,5/7), Дели (3,5/6), Чом (4/6), Форинтош (6/7), Хонфи (2/5), Адорјан (2,5/4), Haag (2/3)
3. Источна Немачка: Улман (4,5/7), Малиш (4,5/7), Фухс (2,5/6), Хенигс (3,5/7), Либерт (4,5/7), Цин (4,5/7), Баумбах (2,5/6), Ешпиг (2,5/5), Голц (3,5/6), Фогт (0,5/3), Шенеберг (5/6), Најкирх (1,5/3)
4. Југославија: Глигорић (4/7), Ивков (4/7), Матуловић (3/7), Парма (4,5/7), Минић (4,5/7), Букић (4/7), Курајица (3,5/7), Вукић (3/6), Велимировић (5/7), Планинц (1/2), Цветковић (0/2), Ничевски (1/2)
5. Чехословачка: Хорт (4/7), Филип (5/7), Јанса (3,5/7), Смејкал (4,5/7), Јаната (1/6), Козма (4/7), Плахетка (3,5/7), Купка (4,5/7), Прибил (3/6), Хлоушек (0,5/3), Лехтински (1,5/3), Блатни Ф. (2/3)
6. Бугарска: Бобоцов (2,5/7), Трингов (3,5/7), Падевски (4,5/7), Попов Л. (3,5/7), Радулов (3,5/7), Коларов (2,5/7), Минев (3,5/7), Спиридонов (1,5/5), Пеев (3/6), Арнаудов (0/2), Бохосјан (1,5/3), Геренски (4,5/5)
7. Шпанија: Помар (1,5/6), Диез дел Корал (2/6), Медина (3/7), Торан (2/5), Белон (0,5/6), Висиер (1,5/6), Калво (3/6), Менвил (1/7), Перез Гонзалес (1,5/6), Мерино (2,5/6), Љадо (1/5), Марин (1/4)
8. Данска: Јакобсен O.(3/7), Норби (0,5/6), Петерсен Ф.(2/7), Јакобсен Бо. (1/7), Педерсен К.(3/7), Холмс С.(1,5/6), Еневолдесен (0,5/4), Педерсен Е. (1/3), Фром (0,5/6), Бјере (2,5/6), Иверсен (0,5/4), Хвенекилде (2/6)